# Miss Nicaragua 2006
Miss Nicaragua 2006, 24e élection de Miss Nicaragua, s'est déroulée le 4 mars 2006 au Théâtre national Rubén Dario de Managua. La gagnante, Cristiana Frixione Mendoza, succède à Daniela Clerk Castillo, Miss Nicaragua 2005.
Natalie Glebova, Miss Univers 2005 a assisté au concours en tant qu'invitée spéciale pour la seconde et dernière fois depuis mars 2005.
L'élection se déroule sur le thème « Ometepe... la magie et la légende ».

## Classement final
| Titre                     | Candidates |
| Miss Nicaragua 2006       | - Managua - Cristiana Frixione                                                                                        |
| Miss Terre Nicaragua 2006 | - Matagalpa - Sharon Amador                                                                                           |
| 1re Dauphine              | - Ciudad Dario - Anahir Rocha                                                                                         |
| Top 7                     | - Bluefields - Dina Hodgson - Granada - Tanya Marenco - Masaya – Mariana Navarrete - Nueva Segovia - Marjorie Tercero |

## Prix attribués
- Miss Photogénique - Tipitapa - Rosalba Mejia

- Meilleurs cheveux - Managua - Cristiana Frixione

- Prix du sourire parfait - Jinotega - Silvia Flores

- Le plus beau visage - Managua - Cristiana Frixione

- Miss Congenialité - Nueva Segovia - Marjorie Tercero

- Meilleur forme du corps - Managua - Cristiana Frixione

## Préparation
Les Miss sont présentées à la presse le 12 janvier 2006. Cette année, l'organisation Miss Nicaragua a réuni seize candidates dont dix viennent de dix départements du pays.

## Candidates
| Région        | Nom                  |
| Achuapa       | Nadia Flores Quiroz  |
| Bluefields    | Dina Hodgson         |
| Carazo        | Arlen Lopez Calderón |
| Chinandega    | Hazel Centeno        |
| Ciudad Dario  | Anahir Rocha         |
| Estelí        | Junieth Chavarria    |
| Granada       | Tanya Marenco        |
| Jinotega      | Silvia Flores        |
| Leon          | Iris Vega            |
| Managua       | Cristiana Frixione   |
| Masaya        | Mariana Navarrete    |
| Matagalpa     | Sharon Amador        |
| Nueva Segovia | Marjorie Tercero     |
| Río San Juan  | Looryee Solorzano    |
| Rivas         | Sonia Mairena        |
| Tipitapa      | Rosalba Mejia        |

## Juges
- Marinelly Rivas Blanco - Président de l'Institut national du tourisme

- Miguel de la Torre - Styliste

- Alejandro Bolanos - Directeur du centre de leadership et de transformation culturelle  "El Laurel"

- Sheyla Santos - Orfèvre nicaraguayen

- Theresa Pellas -  Cofondateur de AFN (Fondation américaine du Nicaragua)

- Alejandro Sanchez -  Executive directeur de  Las Brumas Urbanisation

- Raul Ortiz -  Directeur général de UNILEVER Nicaragua S.A

- Ivan Diaz -  Directeur général de AMANCO Nicaragua S.A

- Julia Hopping - Cofondateur de Fondation Avenir du Nicaragua

.

## Musique de fond
- Ouverture – Diego Torres - "Sueños"

- Concours de maillots de bain - Touch & Go - "Would You...?"

- Concours de Robe de soirée – Bond - "Explosive"

.

## Invités spéciaux
- Mario Sacasa - "Quiero Maria"

## Observations